# 東京タイムズ
東京タイムズ（とうきょうタイムズ）は、かつて存在した東京の首都圏紙として発行されていた新聞及び編集・発行する企業『東京タイムズ社』である。略称は「東タイ」（とうタイ）。

## 歴史
1946年（昭和21年）に岡村二一を中心に創刊した朝刊紙である。岡村は同盟通信社編集局次長に就いていたが、新聞界の統制団体である「日本新聞會」へ出向した際に理事として会長の田中都吉を支え、新聞統制で全国を奔走して「一県一紙」を完成させた。戦後は政治家になろうと故郷の長野に戻ったが公職追放処分になり諦めている。同盟通信社が置かれていた市政会館の清算事務所の一部を借りて東京タイムズを創業した。
創刊は1946年2月1日。代表社員兼主筆は式場隆三郎。式場は以後、代表取締役、社長、会長、相談役を務める。1955年（昭和30年）に山下清の放浪記を掲載したことにより、山下清ブームのきっかけとなる。
1946年からサトウハチローがエッセイ「見たりきいたりためしたり」の連載を始め、およそ10年間毎日連載された。一時期は栃木、千葉、神奈川、都内、と4地方版も発行し部数30万以上になるが、中央紙の攻勢で衰退の道をたどる。
1959年に東映、旺文社などと共に日本教育テレビ（NETテレビ。現：テレビ朝日）の開局に携わるが、ニュース提供をすることなく間もなく撤退し、業績が伸びずにロッテ資本を経て徳間書店に身売りした。
徳間書店代表の徳間康快は読売新聞出身で、講談社の日刊ゲンダイの成功をみて、国内初のカラー紙面や、読みやすい一行13文字組みを採用するなど先駆性を発揮し、題字デザインにローマ字を採るなど複数回変更したり、早坂茂三や青木雨彦らを記者として活動させ、タブロイド判の「夕刊ニッポン」を同時発行するなど再建に尽力した。売上低迷から1992年7月限りで休刊の後、関連会社の徳間インテリジェンスネットワークが開発したファクス新聞で発行を試みたが契約者が増えずに東京タイムズ社は解散した。
個別宅配と店頭販売は、創業時より東京都内・埼玉県・千葉県・神奈川県の朝日新聞販売店に委託していたが、主にキヨスクなどの駅売店でシェアが高く、1頁の題字の横に即売1部売り定価を印刷したこともあった。
本社は港区東新橋に所在していたが、印刷工場部門の子会社東タイ印刷（現・アサガミプレスセンター）の工場がある江東区塩浜に移転し、跡地に徳間書店本社ビル（現・汐留FSビル）が建設された。なお東タイ印刷は本紙廃刊後に社名変更や身売りなどを経たものの現在も盛業中である（後述）。
なお、2018年11月にかつて東京タイムズで働いていた武野武志が中心となってWEB版として再スタートした。

## 紙面
内容は社会や経済の情勢などを平易に報じた記事が多い。スポーツ新聞や夕刊紙が得意とする性風俗情報や芸能ゴシップ関連などは、経営悪化後も休止するまで扱わなかった。スポーツ記事は首都大学野球連盟リーグ戦の詳細な試合結果を掲載した。共同通信社による配信記事をそのまま用いたものが多く、徳間書店が吸収以降は特に顕著であるが、通信社配信の記事を直接知る目的で購読する者もいた。テレビの番組表は新聞休刊日の場合、2日分を1ページにまとめた記載もあった。

## 印刷工場
新橋の徳間書店ビルと江東区に約3000坪の印刷工場を3棟を保有し、東タイ印刷は100紙以上の業界紙と東京タイムズ本紙を、トクマプレスセンターは東京地区のデイリースポーツ、内外タイムス、東京新聞、東京中日スポーツ、自由新報などを印刷していた。1980年代以降は印刷部門は徳間事業団の関連会社として「トクマプレスセンター」という別法人になったが、徳間書店の経営不振によるグループの解体に伴い、2001年に「アサガミ」が親会社となり「アサガミプレスセンター」に社名を変更した。現在は東京新聞、東京中日スポーツ、読売新聞を印刷している。

## 「牝馬東京タイムズ杯」
東タイは中央競馬東京競馬場で毎年10月に開かれる重賞レースとして「牝馬東京タイムズ杯」に冠協賛していた。
本競走の勝利馬は、1967年のキヨズキが最初で1991年のリストレーションが最後である。
1992年7月の東タイの休刊を受け、同年以降はレース回次は継承しつつ、レース名を「府中牝馬ステークス」に変更して開催されている。
休刊後もJRAのデジタルデータを唯一販売する権利を持ち、共同通信経由で配信している（2023年の時点では、アサガミプレスセンターが業務を引き継いでいる）。

## 番組表
※1992年1月当時の掲載局。

### テレビ
フルサイズ
- NHKテレビ、NHK教育テレビ、日本テレビ、TBSテレビ、フジテレビ、テレビ朝日、テレビ東京

ハーフサイズ
TVKテレビ、千葉テレビ、テレビ埼玉

### ラジオ
AM
- NHK第1、NHK第2、TBSラジオ、文化放送、ニッポン放送、ラジオ日本

FM
- NHK-FM、TOKYO FM、J-WAVE、FM横浜、NACK5、bay fm